# Віялохвістка синьоголова
Віялохвістка синьоголова (Rhipidura cyaniceps) — вид горобцеподібних птахів родини віялохвісткових (Rhipiduridae).

## Поширення
Ендемік Філіппін. Поширений на островах Лусон і Катандуанес. Природним середовищем існування є субтропічні або тропічні вологі низинні ліси.

## Підвиди
- Rhipidura cyaniceps cyaniceps (Cassin, 1855) —  східний, центральний та південний Лусон та острів Катандуанес
- Rhipidura cyaniceps pinicola (Parkes, 1958) — північно-західний Лусон